# 완전한 상통관계
완전한 상통관계 또는 완전상통은 서로다른 기독교단이 기독교 신학의 근본이 같다고 인정하고 상호소통하는 것이다.
로마 가톨릭 교회는 알렉산드리아 전례 등 다른 전례를 사용하는 가톨릭 교회와 완전히 상통관계에 있고, 이들 교회도 교회의 최고 수장을 교황으로 인정한다.

## 정의 및 용어
세계 정교회, 성공회, 침례교, 루터교, 감리교, 개혁교회의 대부분과 많은 연합교회와 독립교회를 포함하는 세계교회협의회(World Council of Churches)의 관점에서,  "모든 교회가 완전한 교감을 인정할 수 있을 때 완전한 교회를 찾는 목표가 실현된다. 제 상호간에 성스러운 교회, 가톨릭 교회, 사도교회의 충만함 속에서 "사도교 신앙의 공통적인 고백에서 주어지고 표현되는 성찬식, 하나의 세례에 의해 입력되고 하나의 성찬적 교우관계에서 함께 기념되는 공통의 성찬식 생활, 구성원과 부처가 상호 인정받고 재구성한 공동의 삶.그리고 모든 사람들에게 하나님의 은혜의 복음을 증언하고 창조 전체를 섬기는 공통의 사명"이라고 말했다.
몇몇 개신교 교파들은 아우크스부르크 신앙고백에 근거하여 '복음이 바르게 전도되고 성찬이 바르게 집행되는 곳'에 '교회의 진정한 통합'이 존재한다고 말한다. 그들은 두 교파의 완전한 교감은 합병이 아니라 서로의 차이를 존중하며, 오히려 두 교파가 세례에 대한 상호 이해와 인정, 주님의 만찬에 대한 공유를 바탕으로 관계를 발전시킬 때라고 믿는다. 그들은 함께 예배하고, 성직자를 교환하고, 복음 전도 및 봉사에 대한 약속을 공유할 수 있다. 이러한 근거로 서로 완전하게 교감하고 있다고 인정되는 단체로는 장로교(미국), 개혁교회(미국), 연합 그리스도교회(United Christ), 성공회(미국), 모라비아 교회, 복음주의 루터교회(Moravian Churteran Church), 연합 감리교회가 있다.

## 미국 연합 그리스도의 교회
그리스도 연합교회(UCC)는 완전한 성찬식을 "분립된 교회들이 서로의 성찬을 인정하고 한 교단에서 다른 교단으로 목사들을 질서 있게 이양할 수 있도록 한다"는 의미로 정의한다. 이 중 일부는 네덜란드의 17세기 순례자들에게 돌아가며, 다른 관계는 최근이다. UCC는 세계개혁교회연합(World Alliance of Reformed Churches) 독일 복음주의교회연합(Union of Germany Churchs) 미국 장로회(USA) 등 북미 지역 여러 회원들과 전면적으로 교감하고 있다.

## 성공회 연합
성공회 연합은 완전한 성찬과 상호간의 교감을 구분한다. '동일한 분모나 고백가정이 아닌 두 교회 사이에 부처 상호 인정과 수용을 포함한 성찬의 무제한 연합이 존재하는 경우'와 '합의에 의해 완전한 연합 이외의 다양한 관계가 성립되는 경우'에 첫 번째 용어를 적용한다. 그런 두 교회 사이에"[5] 이러한 구분은 성공회 간 교류의 개념이 관련 교회가 체결한 공식적인 합의를 함축한다는 점에서 가톨릭교회가 완전 교감과 부분 교감을 구분하는 것과는 다르다. 다른 개신교 전통과 마찬가지로, 완전한 성찬식에 대한 성공회의 이해는 로마 가톨릭 교회와 동방 정교회의 이해와는 다르다. 로마 가톨릭 교회와 동방 정교회는 교회 사이의 완전한 성찬이 하나의 교회가 되는 것을 수반한다고 간주한다. "그 안에서 유일하고 독특한 가톨릭 교회가 형성되고 형성되는 특정한 교회의 경우처럼 말이다. 허수는 존재한다."
또한 성공회 연합은 전체 성공회 연합이 그 관계를 공유하지 않고 일부 회원 지방이나 교회와 다른 교회 사이에 완전한 성찬의 가능성을 인정한다. 그 예가 복음주의 루터교회로 크게 구성된 포르보 연합이다.
성공회는 1931년 본협정에 근거하여 구 가톨릭 교회와 완전한 교감을 수립하였고, 이 협정은 다음과 같은 세 가지 원칙을 세웠다.
각 성찬은 상대방의 보편성과 독립성을 인정하고 그들만의 성찬을 유지한다.
각 성찬은 성찬식에 참여할 다른 성찬의 구성원을 인정하는 데 동의한다.
완전한 성찬식은 어느 한쪽 성찬식으로부터 다른 한쪽의 모든 교리적 의견, 성찬식 헌신 또는 소송적 실천적 특성을 수용하도록 요구하는 것이 아니라, 서로 다른 한쪽이 기독교 신앙의 모든 본질적인 것을 보유할 것을 믿는다는 것을 내포하고 있다.
영국 성공회 온라인 웹사이트는 "캔터베리 대주교와 완전한 교감 중"인 비 앵글리칸 교회들의 목록을 제공하며, 다른 비 성공회 교회들과 지역적 성격의 중요한 에큐메니컬 협약(즉, 성공회 전체 교회는 참여하지 않음)을 표시하기도 한다.  또한 성공회와의 관계를 암시할 수 있는 이름(예: "앵글리컨" 또는 "에피스코펄")에도 불구하고, 그것과 교감하지 않는 교회들을 열거하고 있다.

## 교회간 협약
다음과 같은 교회 모임은 다음을 위한 준비를 갖거나 준비 작업을 하고 있다.
- 회원의 상호 인정
- 주님의 만찬/성찬식/성찬식/성찬식 공동 축하 (이 교회들은 열린 성찬식을 행한다)
- 서임된 장관들의 상호 인정
- 성찬의 상호 인정
- 임무 수행에 대한 공동의 헌신

### 협약 완료
- 성공회 연합, 구 가톨릭 교회, 인도 마르 토마스 시리아 교회, 필리핀 독립교회[10]
- 포르보 연합 교회들.[11]
- 캐나다 성공회와 캐나다 복음주의 루터교회[10]
- 미국 복음주의 루터교회와 미국 성공회[10]의 회원 교회, 미국장로교[10]의 회원 교회, 미국 개혁교회, 미국 연합 그리스도의 교회, 연합 감리 교회[12]의 모라비아 형제회.
- 1973년 체결되고 105개 유럽 개신교 교회가 채택한 르우엔버그 협정은 유럽 개신교 공동체로 개칭된 이후부터다.[13]
- 모라비아 형제회와 미국 복음주의 루터교회와 미국 성공회.[10]
- 아프리카 감리교 감독교회, 아프리카 감리교 감독 시온교회, 연합 감리 교회, 기독교 감리교 감독교회, 미국 복음주의 루터교회, 아메리카 연합 감리교 감독교회, 북부와 남부 지방 모라비아 교회[14]
- 연합 그리스도의 교회와 각각 다음과 같은 교회들: 크리스천 교회 (제자파), 미국 복음주의 루터 교회, 미국장로교, 미국 개혁교회.
- 북미 연합 성공회 및 각 성당: 앵글로 가톨릭 성공회, 그리스도의 성공회, 대호 교구.
- 미국 성공회 교구는 개혁 성공회, 나이지리아 교회와 교류하고 있다.
- 아일랜드 교회와 아일랜드 감리교회는 완전한 교감을 확립하고 목회의 상호 호환성을 위해 노력하고 있다.[15]

위트레흐트연합 구 가톨릭교회와 스웨덴 교회는 2016년 웁살라 협정이 공동 서명된 이후 본격적인 교감을 하고 있다.

### 진행 중인 협의
- 연합 감리 교회 주교회의는 미국 성공회와 성체 공유를 위한 중간 협정을 승인했다.[17]

대영 감리교회는 현재 잉글랜드 성공회[39]와 연합 개혁 교회와의 완전한 교감을 위해 노력하고 있다.

## 같이 보기
- 교회 일치 운동
- 성찬
- 성직 자치단